# 半扇门镇
半扇门镇，原为半扇门乡，是中华人民共和国四川省甘孜藏族自治州丹巴县下辖的一个乡镇级行政单位。2019年12月，撤销半扇门乡，设立半扇门镇，以原半扇门乡所属行政区域为半扇门镇的行政区域，半扇门镇人民政府驻半扇门一村1组41号。

## 行政区划
半扇门镇下辖以下地区：
阿娘沟一村、阿娘沟二村、阿娘沟三村、阿娘沟四村、阿娘寨村、腊月山一村、腊月山二村、腊月山三村、喇嘛寺一村、喇嘛寺二村、火龙沟一村、火龙沟二村、火龙沟三村、半扇门一村、半扇门二村、碉坪村、核桃坪村、麦龙村、大邑村、火龙沟牧业村、团结村和关州村。